# Tiếng Sentinel
Tiếng Sentinel được phỏng đoán là ngôn ngữ của người Sentinel tại đảo Bắc Sentinel thuộc quần đảo Andaman và Nicobar, Ấn Độ. Do sự thiếu tiếp xúc giữa người Sentinel và phần còn lại của thế giới trong vòng ba thế kỷ qua, ta không biết gì về ngôn ngữ của họ. Không có cách nào biết được lượng người nói Sentinel vì người Sentinel không cho người ngoài lên đảo và rất không thân thiện với họ.

## Phân loại
Người ta phỏng đoán rằng dân trên đảo chỉ nói một ngôn ngữ duy nhất, và nó là một ngôn ngữ thuộc các hệ ngôn ngữ Andaman. Dựa trên một chút những gì đã biết về văn hóa và trạng thái địa lý của người Sentinel, có vẻ đây là một ngôn ngữ Önge, chứ không phải Andaman Lớn. Ở trang 10 trong tác phẩm A Grammar of the Great Andamanese Language: An Ethnolinguistic Study của Anvita Abbi, có một sơ đồ Hệ Ngôn Ngữ Andaman mà trong đó có chỉ ra mối quan hệ của tiếng Sentinel với những ngôn ngữ Andaman khác. Trong một trong số hai trường hợp người nói tiếng Önge được đưa đến đảo Bắc Sentinel với mục đích giao tiếp, họ không thể hiểu hay nhận ra được ngôn ngữ mà dân trên đảo nói khi hai bên có một cuộc trao đổi ngắn.

## Tình trạng
Tiếng Sentinel được phân loại là ngôn ngữ bị đe dọa do lượng người nói ít, tuy không biết chính xác nhưng ước tính từ 100 tới 250 người; Chính phủ Ấn Độ ước tính sơ bộ là 100 người.